# おしろツアーズ
『おしろツアーズ』は、2009年より東海テレビ放送制作、フジテレビ系列で不定期に放送されているバラエティ旅番組である。サブタイトルは『絶対行きたくなる!おもしろ名城旅』。MCは田村淳（ロンドンブーツ1号2号）。
初回は2009年に深夜帯で放送。2010年より日曜夕方の『日曜スペシャル』に全国ネットで5回放送され、2014年7月に『カスペ!』枠でのゴールデンタイム放送となった。

## 概要
城好きを公言する田村淳が「先生」となり、城のことをあまり知らない芸能人の「生徒」を引率して城をめぐるロケに赴き、城や歴史にまつわる知識を披露する。番組は田村が解説しながらゲストと城郭をめぐるものであり、田村の解説の中から復習クイズが出題され、正解者のみご褒美グルメが食べられるというクイズ形式で行われる。このため、ゲストにはメモ書き用のノートとペンが手渡される。
初回放送で訪れたのは全て東海地方の城であったが（田村は東海地方について、「戦国時代の流れが最もよく表れているところで、お城ビギナーはこの東海地方から入るのが一番ではないか」と述べている）、第2回より日本各地の城を訪れるようになる。

## 出演者

### MC
- 田村淳（ロンドンブーツ1号2号）

### 案内役
- 勅使河原由佳子（当時東海テレビアナウンサー）（第1回）

### ゲスト
生徒役のゲストのほかに、城主を演じるゲストや各地の案内係を務めるスペシャルゲストなどが出演する。

#### 第1回 (おしろツアーズ〜お城好き芸能人大集合SP〜)
- 小日向えり、美甘子、山本博（ロバート）

#### 第2回 (おしろツアーズ〜絶対行きたくなる!おもしろ名城旅〜)
- 生徒 - 川島明（麒麟）、奈美悦子、吉川ひなの
- 城主
  - 加藤清正 - 西岡徳馬
  - 豊臣秀吉 - 梅宮辰夫
  - 織田信長 - 石田純一

#### 第3回 (おしろツアーズ2〜絶対行きたくなる!おもしろ名城旅〜)
- 生徒 - 浅香唯、うつみ宮土理、榊原郁恵、島崎和歌子、奈美悦子、三船美佳
- スペシャルゲスト - 京本政樹、JOY

#### 第4回 (おしろツアーズ3〜絶対行きたくなる!おもしろ名城旅〜)
- 生徒 - うつみ宮土理、国生さゆり、榊原郁恵、中澤裕子、NANA（MAX）、奈美悦子
- スペシャルゲスト - スリムクラブ、西村和彦

#### 第5回 (おしろツアーズ4〜絶対行きたくなる!おもしろ名城旅〜)
- 生徒 - 奈美悦子、はるな愛、松本伊代、安めぐみ、山口もえ、山村紅葉
- スペシャルゲスト - 篠山輝信、峰竜太

#### 第6回 (おしろツアーズ5〜絶対行きたくなる!おもしろ名城旅〜)
- 生徒 - 奈美悦子、羽田美智子、松居直美、美保純、宮崎宣子、八代亜紀、鷲尾真知子
- スペシャルゲスト - 大和田獏、的場浩司

#### 第7回 (カスペ!おしろツアーズ〜絶対行きたくなる!おもしろ名城旅〜)
- 生徒 - かたせ梨乃、熊谷真実、榊原郁恵、佐藤仁美、紫吹淳、杉田かおる、高橋真麻、中田喜子
- スペシャルゲスト - GACKT、山本裕典

#### 第8回 (おしろツアーズ6〜絶対行きたくなる!おもしろ名城旅〜)
- 生徒 - かたせ梨乃、久保田磨希、榊原郁恵、高橋真麻、田中美里、中田喜子、真琴つばさ
- スペシャルゲスト - アンガールズ（広島城）

#### 第9回 (おしろツアーズ7〜絶対行きたくなる!おもしろ名城旅〜)
- 生徒
  - ＜松江城、備中松山城＞ - 有森也実、久保田磨希、中田喜子、濱田マリ
  - ＜弘前城＞ - 井森美幸、高橋ひとみ、高橋メアリージュン、高橋ユウ

#### 第10回（おしろツアーズリアルを深掘り!オモシロ名城旅）
- 生徒
  - ＜名古屋城＞ - 中田喜子、藤あや子、池田美優、ハシヤスメ・アツコ
  - ＜熊本城＞ - 黒谷友香、井森美幸、トラウデン直美、大友花恋

#### 第11回 (おしろツアーズリアルに深堀り!オモシロ名城旅)
- 生徒
  - <大阪城> - 伍代夏子、井森美幸、森香澄、神尾楓珠
  - <松本城> - 浅野ゆう子、鈴木亜美、増田貴久、秋元真夏

## 放送日
| 放送回 | 放送日                  | 放送時間（JST） | タイトル                                            | 紹介する城                           | 備考                                |
| ------ | ----------------------- | --------------- | --------------------------------------------------- | ------------------------------------ | ----------------------------------- |
| 第1回  | 2009年9月14日（月曜日） | 24:50 - 25:45   | おしろツアーズ 〜お城好き芸能人大集合SP〜           | 名古屋城 岐阜城 犬山城 岡崎城        | 中京ローカルのみ放送                |
| 第2回  | 2010年5月16日（日曜日） | 16:05 - 17:20   | おしろツアーズ 〜絶対行きたくなる!おもしろ名城旅〜  | 熊本城 犬山城 安土城                 | 全国ネット開始 『日曜スペシャル』枠 |
| 第3回  | 2010年12月5日（日曜日） | 16:05 - 17:20   | おしろツアーズ2 〜絶対行きたくなる!おもしろ名城旅〜 | 松本城 高島城 松山城 今治城          | 『日曜スペシャル』枠                |
| 第4回  | 2011年12月4日（日曜日） | 16:05 - 17:20   | おしろツアーズ3 〜絶対行きたくなる!おもしろ名城旅〜 | 彦根城 二条城 大阪城 首里城          | 『日曜スペシャル』枠                |
| 第5回  | 2012年12月2日（日曜日） | 16:05 - 17:20   | おしろツアーズ4 〜絶対行きたくなる!おもしろ名城旅〜 | 名古屋城 岐阜城 岡崎城 岡山城 丸亀城 | 『日曜スペシャル』枠                |
| 第6回  | 2013年12月1日（日曜日） | 16:05 - 17:20   | おしろツアーズ5 〜絶対行きたくなる!おもしろ名城旅〜 | 鶴ヶ城 新発田城 金沢城 丸岡城        | 『日曜スペシャル』枠                |
| 第7回  | 2014年7月22日（火曜日） | 19:00 - 20:54   | おしろツアーズ 〜絶対行きたくなる!おもしろ名城旅〜  | 松本城 上田城 名古屋城 犬山城 熊本城 | 『カスペ!』枠                       |
| 第8回  | 2015年6月21日（日曜日） | 16:05 - 17:20   | おしろツアーズ6 〜絶対行きたくなる!おもしろ名城旅〜 | 姫路城 竹田城 広島城 岩国城          | 『日曜スペシャル』枠                |
| 第9回  | 2016年5月15日（日曜日） | 16:05 - 17:20   | おしろツアーズ7 〜絶対行きたくなる!おもしろ名城旅〜 | 松江城 備中松山城 弘前城             | 『日曜スペシャル』枠                |
| 第10回 | 2023年12月3日（日曜日） | 16:05 - 17:20   | おしろツアーズ リアルを深掘り!オモシロ名城旅        | 名古屋城 熊本城                      | 『日曜スペシャル』枠                |
| 第11回 | 2025年2月2日 (日曜日)   | 16:05 - 17:20   | おしろツアーズ リアルに深堀り！オモシロ名城旅       | 大阪城 松本城                        | 『日曜スペシャル』枠                |

なお2013年10月27日には、第5回『おしろツアーズ4』を『日曜スペシャル』で再放送した。その事に関しては。
また第10回の放送日がテレビ大分では1週遅れの同時刻、テレビ宮崎と沖縄テレビでは12月9日の午後に変更される。
その事に関しては「ゴルフ日本シリーズ JTカップ最終日」と放送日が重なるためである。

## スピンオフ
『おしろツアーズ』 スピンオフ～田村淳と戦国マニアたち　として2025年2月22日10:25～11:25東海テレビで放送に、犬山城、清州城で、秋元真夏が共演、戦国マニアとしてドローンカメラマンの小澤諒祐、クリス・グレン、黒澤はゆまが出演。

## 正しくお参り!バッチリ開運!やしろツアーズ
特別編として、2014年より同じく東海テレビ制作・全国ネット放送による、田村淳がゲストとともに神社仏閣を巡るシリーズ特別番組『正しくお参り!バッチリ開運!やしろツアーズ』が毎年12月に放送されている。
- 第1弾は2014年12月7日に『正しくお参り!バッチリ開運!やしろツアーズ』[5]として、伊勢神宮と出雲大社を巡った。
- 第2弾は2015年12月6日に『正しくお参り!バッチリ開運!やしろツアーズ2』として放送。この回では鶴岡八幡宮、貴船神社、伏見稲荷大社を紹介した。
- 第3弾は2016年12月4日に『正しくお参り!バッチリ開運!やしろツアーズ3』として放送。この回では厳島神社、太宰府天満宮、日光東照宮を紹介した。
- 第4弾は2017年12月3日に『正しくお参り!バッチリ開運!やしろツアーズ4』として放送。この回では春日大社、上賀茂神社、下鴨神社、明治神宮を紹介した。
- 第5弾は2018年12月2日に『正しくお参り!バッチリ開運!やしろツアーズ5』として放送。この回では霧島神宮、住吉大社、露天神社を紹介した[6]。
- 第6弾は2019年12月1日に『正しくお参り!バッチリ開運!やしろツアーズ6』として放送。この回では諏訪大社、金刀比羅宮を紹介した。

なお、放送日時は「ゴルフ日本シリーズ JTカップ」と日時が重複するためテレビ大分・テレビ宮崎・沖縄テレビはそれぞれ「ゴルフ日本シリーズ JTカップ」を編成上優先し、「やしろツアーズ」は7日遅れの翌週土曜日午後に時差送出している。放送時間は各局ともに異なる。

## みんなで学んで楽しくお参り!おてらツアーズ
東海テレビ開局60周年記念として東海テレビ製作、田村淳がゲストとともに寺院を巡る特別番組。
- 第1弾は2018年7月27日『みんなで学んで楽しくお参り!おてらツアーズ』として放送。この回では大須観音、岡崎市の滝山寺の運慶の仏像、豊川稲荷を紹介した。
- 第2弾は2020年1月1日『みんなで学んで楽しくお参り!おてらツアーズ』として放送。この回では岐阜県多治見市の永保寺、岐阜県揖斐川町の華厳寺、愛知県の寂光院 (犬山市)を紹介した。
  - ここまでは東海テレビのみの放送で東海テレビ以外のFNS系では数か月から数年遅れで放送されていた。第3弾より全国放送される。

- 第3弾は2020年12月6日『正しく学んで福招き!おてらツアーズ』として放送。この回では京都市の清水寺、東寺、奈良市の東大寺を紹介。
- 第4弾は2021年12月5日『正しく学んで福招き!おてらツアーズ』として放送。この回では東京都の浅草寺、柴又帝釈天、長野市の善光寺を紹介。
  - ただしテレビ大分・テレビ宮崎・沖縄テレビはどちらとも同時期に開催されている男子ゴルフツアー最終戦『ゴルフ日本シリーズ JTカップ』を優先するため、翌週末の午後～夕方に遅れネットして放送されていた。

- 第5弾は2022年12月4日『正しく学んで福招き!おてらツアーズ』として放送。この回では鎌倉市の長谷寺、円覚寺、京都市の比叡山延暦寺を紹介。
  - テレビ大分・テレビ宮崎・沖縄テレビは同時期に毎年開催される男子ゴルフツアー最終戦『ゴルフ日本シリーズ JTカップ』最終日（日本テレビ制作・全国31局ネット）を優先するため、翌週末の12月10日または11日の午後から夕方の遅れネットで放送予定だったが、10日に放送を予定していた遅れネット局は同日14:30 - 16:25に『FIFAワールドカップWEEKLY』（フジテレビ制作、全国28局ネット）を同時ネットした関係で12月17日の午後から夕方に延期された。

## 書籍
- 田村淳が教えるお城の楽しみ方 おしろツアーズ 絶対行きたくなる!おもしろ名城旅 （2016年3月17日、扶桑社、ISBN 9784594074463）